# Olav Hagen
Olav Hagen   (Vingrom, 28 de novembre de 1921 - Lillehammer, 21 d'agost de 2013) va ser un esquiador de fons noruec que va competir durant les dècades de 1940 i 1950.
El 1948 va prendre part en els Jocs Olímpics de Sankt Moritz, on va disputar dues proves del programa d'esquí de fons. Guanyà la medalla de bronze en la prova dels relleus 4x10 quilòmetres formant equip amb Erling Evensen, Reidar Nyborg i Olav Økern. En la prova dels 18 quilòmetres fou novè. En el seu palmarès també destaca un títol nacional el 1957.